# クラッシュ・グルーブ
『クラッシュ・グルーブ』（Krush Groove）は、1985年に製作されたアメリカのヒップホップ映画。アメリカを代表するレコード・レーベル「デフ・ジャム・レコード」を立ち上げるまでの実話に基づき映画化。全米週末興行収入成績初登場第2位（1985年10月25日-27日）。日本語字幕は宍戸正。

## あらすじ
ラッセルは、設立したレコード・レーベルからRun-D.M.C.のシングルをリリースしヒットを放つが、レーベルの資金運営に行き詰まり増産の目途を立てられずにいた。そこに弟のランとシーラをめぐる三角関係と借金問題が重なり窮地へ追い込まれていく。

## キャスト
- ラッセル・ウォーカー：ブレア・アンダーウッド
- シーラ・E.：シーラ・E.
- ラン：ジョゼフ・シモンズ（Run-D.M.C.）
- D.M.C.：ダリル・マクダニエルズ（Run-D.M.C.）
- ジャム・マスター・ジェイ：ジャム・マスター・ジェイ（Run-D.M.C.）
- リック・ルービン：リック・ルービン
- カーティス・ブロウ：カーティス・ブロウ
- マーク・モラレス：マーク・モラレス（ファット・ボーイズ）

## サウンドトラック
- チャカ・カーン - "(Krush Groove) Can't Stop The Street" (5:10)
- LL・クール・J - "I Can't Live Without My Radio" (4:25)
- カーティス・ブロウ - "If I Ruled The World" (6:19)
- ファット・ボーイズ- "All You Can Eat" (3:27)
- デボラ・ハリー - "Feel The Spin" (4:01)
- シーラ・E. - "Holly Rock" (4:57)
- ビースティ・ボーイズ - "She's on It" (3:32)
- ギャップ・バンド- "Love Triangle" (4:47)
- Force MD's - "Tender Love" (3:55)
- Krush Groove All-Stars - "Krush Groovin'" (5:05)

## その他
デフ・ジャムの初期に在籍していたビースティ・ボーイズ、LL・クール・Jや、ニュー・エディション、ファット・ボーイズ、カーティス・ブロウらが出演している。
日本のラッパー、Kダブシャインは本作が公開された1985年に3ヶ月ほどオーランドに留学しており、この映画に非常に影響を受けたと語っている。